# Stony Brook (Bear River)
Stony Brook ist ein Bach im Norden des US-Bundesstaates Minnesota. 
Er entspringt auf rund 470 m Seehöhe im Itasca County, etwa 30 Kilometer nördlich der City Keewatin. Der Bach fließt in nordöstlicher Richtung durch diverse kleine Feuchtgebiete und an einem Campingplatz vorbei. Schließlich quert der Stony Brook bei der Ortschaft Bear River die Grenze zum St. Louis County und vereinigt sich mit dem Bear River Creek. Kurz darauf mündet der Bach auf 386 m Seehöhe in den Bear River. Er gehört zum Einzugsgebiet des Rainy River und somit der Hudson Bay.
Der Stony Brook ist 18,1 km lang und hat ein Einzugsgebiet von 53,9 km². Der überwiegende Teil des Baches verläuft im George Washington State Forest.